# خرگوش آلاسکایی
خرگوش آلاسکایی (نام علمی: Lepus othus) نام یک گونه از سرده خرگوش صحرایی است. ابن گونه در توندراهای سرد در غرب آلاسکا زندگی می‌کند. این گونه اکثر اوقات طمعه حیواناتی چون خرس‌های قطبی می‌شود. خرگوش آلاسکایی بزرگ نرین گونه از سرده خرگوش‌ها است که اندازه آن تقریباً به اندازه خرگوش پاشنه برفی است. این گونه خرگوش دارای بدنی است به طول ۵۰–۷۰ سانتی‌متر با احتساب دمی به طول ۸ سانتی‌متر است. وزنش نیز حدود ۷٫۲ کیلوگرم می‌باشد.